# Валдфиртел
Валдфиртел (на немски: Waldviertel) е област в Австрия, разположена в северозападната част на провинция Долна Австрия. Хактерни са гористите местности. Има умерен климат, топло лято и студена зима.